# Diméthylsulfoniopropionate
Le diméthylsulfoniopropionate (DMSP) est un composé organosulfuré de formule chimique (CH3)2S+CH2CH2COO−. Ce zwitterion est un métabolite du plancton, des algues et de certaines espèces de plantes vasculaires terrestres et aquatiques. Il assure diverses fonctions physiologiques et joue notamment le rôle d'osmolyte.
Le DMSP est synthétisé par les plantes vasculaires à partir de la S-méthylméthionine par l'intermédiaire de la diméthylsulfoniumpropylamine et du diméthylsulfoniumpropionaldéhyde. Chez les algues, cependant, sa biosynthèse commence par l'élimination du groupe amine de la méthionine.
Il est dégradé par les microorganismes marins pour former deux composés soufrés volatils principaux ayant chacun des effets distincts sur l'environnement. Il se forme essentiellement du méthanethiol CH3SH, assimilé par les bactéries en soufre protéique, ainsi que du sulfure de diméthyle CH3SCH3. Ce dernier est également absorbé par les bactéries marines, mais pas aussi rapidement que le méthanethiol.
Bien que le sulfure de diméthyle constitue généralement moins du quart des produits de dégradation volatils du DMSP, la grande réactivité du méthanethiol abaisse sa concentration à l'équilibre au dixième environ de celle du DMSP (de l'ordre de 0,3 nmol·L-1 contre 3 nmol·L-1 respectivement). Une fraction importante du sulfure de diméthyle marin est oxydée en diméthylsulfoxyde (DMSO) et l'absorption abiotique et microbienne du méthanethiol dans l'eau de mer contribuent à écarter les concentrations relatives de ces deux composés du facteur de 1 à 10 observé à l'équilibre entre le méthanethiol et le sulfure de diméthyle.